# Atletismo nos Jogos Olímpicos de Verão da Juventude de 2010 - 400 m masculino
As provas dos 400m masculino do atletismo nos Jogos Olímpicos de Verão da Juventude de 2010 foram realizadas nos dias 17 (qualificatória) e 21 de agosto (finais), no Estádio Bishan, em Cingapura. 29 atletas estavam inscritos neste evento.

## Medalhistas
| Ouro   | DOM Luguelín Santos |
| Prata  | RSA Ruan Greyling   |
| Bronze | KEN Alfas Kishoyan  |

## Eliminatórias

### Eliminatória 1
| Pos. | Raia | Nome                   | País                               | Tempo   | Notas         | Final |
| ---- | ---- | ---------------------- | ---------------------------------- | ------- | ------------- | ----- |
| 1    | 3    | Nikita Uglov           | RUS Rússia                         | 47.43   |               | A     |
| 2    | 4    | Najee Glass            | USA Estados Unidos                 | 47.83   |               | A     |
| 3    | 6    | Shaquille Alleyne      | BAR Barbados                       | 48.68   |               | B     |
| 4    | 5    | Simon Lawrence         | DMA Dominica                       | 48.82   |               | B     |
| 5    | 7    | Fousseyni Tamboura     | MLI Mali                           | 50.96   |               | C     |
| 6    | 2    | Davy Julien Edou       | GAB Gabão                          | 53.59   |               | C     |
| 7    | 1    | Maima Moiya            | TUV Tuvalu                         | 1:03.28 |               | D     |
|      | 8    | Yorghena Embole Mokulu | COD República Democrática do Congo |         | Não completou | D     |

### Eliminatória 2
| Pos. | Raia | Nome                  | País                         | Tempo | Notas         | Final |
| ---- | ---- | --------------------- | ---------------------------- | ----- | ------------- | ----- |
| 1    | 4    | Lukas Schmitz         | GER Alemanha                 | 47.27 |               | A     |
| 2    | 5    | Marco Lorenzi         | ITA Itália                   | 48.40 |               | B     |
| 3    | 6    | Sebastian Wiszniewski | POL Polônia                  | 48.83 |               | B     |
| 4    | 3    | Abdullah Abkar        | KSA Arábia Saudita           | 49.18 |               | B     |
| 5    | 2    | Jimmy Thoronka        | SLE Serra Leoa               | 52.83 |               | C     |
| 6    | 7    | David Walter          | ISV Ilhas Virgens Americanas | 53.90 |               | D     |
|      | 8    | Rosen Daniel          | LCA Santa Lúcia              |       | Não completou | D     |

### Eliminatória 3
| Pos. | Raia | Nome              | País       | Tempo | Notas          | Final |
| ---- | ---- | ----------------- | ---------- | ----- | -------------- | ----- |
| 1    | 3    | Sadam Elnour      | SUD Sudão  | 47.37 |                | A     |
| 2    | 5    | Alfas Kishoyan    | KEN Quênia | 47.79 |                | A     |
| 3    | 4    | Leandro Pitarelli | BRA Brasil | 48.23 |                | A     |
| 4    | 6    | Golden Gunde      | MAW Malawi | 48.68 |                | B     |
| 5    | 2    | Omar Ceesay       | GAM Gâmbia | 52.09 |                | C     |
| 6    | 7    | Michael Gaitan    | GUM Guam   | 55.07 |                | D     |
|      | 8    | Djato Emmanuel    | CHA Chade  |       | Desclassficado | D     |

### Eliminatória 4
| Pos. | Raia | Nome            | País                     | Tempo | Notas | Final |
| ---- | ---- | --------------- | ------------------------ | ----- | ----- | ----- |
| 1    | 5    | Luguelín Santos | DOM República Dominicana | 46.82 |       | A     |
| 2    | 4    | Ruan Greyling   | RSA África do Sul        | 47.60 |       | A     |
| 3    | 3    | Choi Dong-Baek  | KOR Coreia do Sul        | 49.20 |       | B     |
| 4    | 7    | Luke Greco      | AUS Austrália            | 50.82 |       | C     |
| 5    | 6    | Lennox Williams | JAM Jamaica              | 52.27 |       | C     |
| 6    | 8    | Jalil Salmon    | ANT Antígua e Barbuda    | 53.55 |       | C     |
| 7    | 2    | Stanley Sipolo  | SOL Ilhas Salomão        | 54.53 |       | D     |

## Finais

### Final D
| Pos. | Raia | Nome                   | País                               | Tempo | Notas      |
| ---- | ---- | ---------------------- | ---------------------------------- | ----- | ---------- |
| 1    | 2    | Djato Emmanuel         | CHA Chade                          | 51.03 |            |
| 2    | 8    | Yorghena Embole Mokulu | COD República Democrática do Congo | 51.24 |            |
| 3    | 3    | David Walter           | ISV Ilhas Virgens Americanas       | 52.50 |            |
| 4    | 6    | Michael Gaitan         | GUM Guam                           | 55.20 |            |
|      | 4    | Stanley Sipolo         | SOL Ilhas Salomão                  |       | Não largou |
|      | 7    | Rosen Daniel           | LCA Santa Lúcia                    |       | Não largou |
|      | 5    | Maima Moiya            | TUV Tuvalu                         |       | Não largou |

### Final C
| Pos. | Raia | Nome               | País                  | Tempo | Notas           |
| ---- | ---- | ------------------ | --------------------- | ----- | --------------- |
| 1    | 4    | Omar Ceesay        | GAM Gâmbia            | 50.07 |                 |
| 2    | 6    | Luke Greco         | AUS Austrália         | 50.76 |                 |
| 3    | 3    | Fousseyni Tamboura | MLI Mali              | 51.01 |                 |
| 4    | 7    | Jalil Salmon       | ANT Antígua e Barbuda | 52.58 |                 |
| 5    | 2    | Davy Julien Edou   | GAB Gabão             | 54.15 |                 |
|      | 8    | Jimmy Thoronka     | SLE Serra Leoa        |       | Desclassificado |
|      | 5    | Lennox Williams    | JAM Jamaica           |       | Não largou      |

### Final B
| Pos. | Raia | Nome                  | País               | Tempo | Notas |
| ---- | ---- | --------------------- | ------------------ | ----- | ----- |
| 1    | 5    | Marco Lorenzi         | ITA Itália         | 48.31 |       |
| 2    | 3    | Shaquille Alleyne     | BAR Barbados       | 48.35 |       |
| 3    | 6    | Choi Dong-Baek        | KOR Coreia do Sul  | 48.42 |       |
| 4    | 8    | Sebastian Wiszniewski | POL Polônia        | 48.45 |       |
| 5    | 7    | Abdullah Abkar        | KSA Arábia Saudita | 48.51 |       |
| 6    | 6    | Golden Gunde          | MAW Malawi         | 48.71 |       |
| 7    | 4    | Simon Lawrence        | DMA Dominica       | 49.26 |       |

### Final A
| Pos.              | Raia | Nome              | País                     | Tempo | Notas |
| ----------------- | ---- | ----------------- | ------------------------ | ----- | ----- |
| Medalha de ouro   | 6    | Luguelín Santos   | DOM República Dominicana | 47.11 |       |
| Medalha de prata  | 8    | Ruan Greyling     | RSA África do Sul        | 47.22 |       |
| Medalha de bronze | 7    | Alfas Kishoyan    | KEN Quênia               | 47.24 |       |
| 4                 | 4    | Sadam Elnour      | SUD Sudão                | 47.32 |       |
| 5                 | 2    | Leandro Pitarelli | BRA Brasil               | 47.59 |       |
| 6                 | 1    | Najee Glass       | USA Estados Unidos       | 47.65 |       |
| 7                 | 3    | Nikita Uglov      | RUS Rússia               | 48.15 |       |
| 8                 | 5    | Lukas Schmitz     | GER Alemanha             | 48.70 |       |